# مايك هارمون (مالك فريق ناسكار)
مايك هارمون (بالإنجليزية: Mike Harmon)‏ هو مالك فريق ناسكار ‏ أمريكي، ولد في 24 يناير 1958.

## وصلات خارجية
- الموقع الرسمي
- مايك هارمون على موقع Racing-Reference.info (الإنجليزية)